# Élections législatives mongoles de 1990
Les élections législatives mongoles de 1990 se sont déroulées les 22 et 29 juin 1990.